# 飛趕跑跳蹦
《飛趕跑跳蹦》是由万代南梦宫娱乐开发，现已中止制作的平台游戏，計畫于PlayStation 3和Xbox 360平台发行。据原计划，游戏为街机作品《追赶跑跳蹦》的续作，以及“南梦宫世代”游戏重制企划的第三作。遊戲中，玩家控制跑步者在赛道上奔跑、躲避障碍、利用多种技巧加速，並于时限内抵达终点。
《飛趕跑跳蹦》由南梦宫世代總製作人，风之少年與钻地先生系列製作者吉泽秀雄制作。《飛趕跑跳蹦》于2010年11月公开，2012年12月宣布取消。评论对游戏评价分化。

## 玩法

图中奔跑者踩滑板前进。屏幕右上角为游戏分数，下方为时间和进度条

《飛趕跑跳蹦》是一款横向卷轴平台游戏。游戏基本规则如同前作《追赶跑跳蹦》：玩家控制跑步者跑跳，在时限内抵达赛道终点；屏幕底部有进度条指示进度。游戏操作角色为男女两人；舞台为近未来都市。和前作不同，本作除保留陷阱和障碍物机制外，还引入了电脑对手。游戏有多种加速技巧：跟在对手背后用滑流提速；用“冲压空气”突然加速吹飞对手和障碍物；巧妙利用跳台和障碍物，打出空中连续移动。此外如同前作，玩家亦可踩滑板前行。

## 开发
依计划，《飛趕跑跳蹦》为南梦宫老游戏改编企划“南梦宫世代”的第三作。遊戲製作人為吉泽秀雄；此人曾参与制作风之少年和钻地先生系列，亦为南梦宫世代企划总制作人。
《飛趕跑跳蹦》为1985年日本热门街机游戏《追赶跑跳蹦》的续作。吉泽稱，本作在保留前作「混亂中找尋通路，高效地抵達終點」理念的同时，还将把重点放在加速，營造「連接點線的快感與緊張感」。

## 发行
2010年8月，游戏于德国和澳洲获得分级；10月，游戏于北美获得娛樂軟件分級委員會（ESRB）分级。2010年11月，官方宣布了南梦宫经典游戏改编计划“南梦宫世代”，并公开了《吃豆人冠军版DX》、《大蜜蜂军团DX》和《飛趕跑跳蹦》三款游戏。公司宣称游戏为“动态赛跑动作游戏”。万代南梦宫称，游戏预定于PlayStation 3和Xbox 360平台推出数字版。
但随着时间流逝，万代南梦宫不再更新本作与南梦宫世代的資訊。2012年12月6日公司正式宣布，《飛趕跑跳蹦》因“各种原因”中止开发，南梦宫世代品牌亦无期限搁置。

## 评价
媒体对《飛趕跑跳蹦》表示关注。《Engadget》的JG·弗莱彻称，和另一款擱淺南梦宫世代遊戲《丽舞之眼》重制版相比，《飛趕跑跳蹦》更具潜力；身为前作《追赶跑跳蹦》玩家，弗莱彻期待《飛趕跑跳蹦》问世，而非仅停留於名单上。但Destructoid的乔丹·德沃尔認為《飛趕跑跳蹦》取消一事“不必太心疼”；他稱該作更适合當手機遊戲，但即便如此玩家也不会太多。